# ИЖ-56 «Белка»
ИЖ-56 «Белка» — советское двуствольное комбинированное ружьё, разработанное для охотников-промысловиков. 

## История
ИЖ-56 было разработано в середине 1950х годов оружейником А. А. Климовым, инженером В. А. Казанским и экспертом охотничьего оружия ВСХВ и ВДНХ А. Я. Зеленковым на основе конструкции ружья ИЖК, а его ударно-спусковой механизм и запирающий механизм взяты от ружья ИЖ-17.
В мае 1956 года было утверждено решение о серийном производстве ружья ИЖ-56 в двух вариантах исполнения (с хромированным стволом и с нехромированным стволом). Летом 1956 года ружьё было представлено публике на Московской выставке охотничьих собак.
В декабре 1964 года стоимость серийного ружья ИЖ-56-3 составляла 45 рублей. В это время ружья этой модели продавались в охотничьих магазинах, магазинах спорттоваров, а также могли быть заказаны по почте и доставлены с завода через "Посылторг" министерства торговли СССР.
Также, ружья предлагались на экспорт. После поездки Н. С. Хрущёва в США 15—27 сентября 1959 года отношения между США и СССР временно улучшились; в начале 1962 года был разрешён импорт ружей ИЖ-56-3 "Белка" в США (их следовало заказывать через представительство "Amtorg Trading Corporation" в Нью-Йорке).
На основе опыта эксплуатации ИЖ-56 было разработано комбинированное ружьё ИЖ-15, заменившее его в производстве.

## Конструкция
Стволы оружия отъёмные (для их отделения необходимо снять цевье и нажать на рычаг запирания), изготовлены из оружейной стали марки 50А и спарены в вертикальной плоскости:. 40% деталей ружья ИЖ-56 было унифицировано с другими моделями советского охотничьего оружия, что позволило повысить технологичность, снизить себестоимость производства и упрощало ремонт. 
- верхний ствол нарезной калибра 5,6 под патрон кольцевого воспламенения[3][2].
- нижний ствол гладкий под ружейный патрон 28-го или 32-го калибра[2] в бумажной либо металлической гильзе длиной 70 мм[3].

Ложа прямая или пистолетная из берёзы или бука (большинство ИЖ-56 было выпущено с прямой винтовочной ложей).
Ружьё имеет открытые прицельные приспособления и может дополнительно комплектоваться 2,5-кратным оптическим прицелом ПВС-1. Позднее для ИЖ-56-3 начался выпуск оптического прицела ПО-2.

## Варианты и модификации
- ИЖ-56-1 «Белка»[9], всего с 1956 до окончания производства в 1958 году[4] было выпущено 31 903 шт.[2].
- ИЖ-56-2 «Белка»[9] выпускалось с 1957 года[1] до 1958 года[4]
- ИЖ-56-3 «Белка»[9], с 1958 до 1964 года[4] было выпущено 77 043 шт.[2].

Кроме того, мастером-оружейником Ижевского механического завода Е. И. Губиным было изготовлено одно миниатюрное ружьё ИЖ-56-3 «Белка».

## Ссылка
- Izhmekh IZh-56 Архивная копия от 2 июля 2019 на Wayback Machine / Internet Movie Firearms Database (использование в кинофильмах)